# Bratian

Grunwaldzka chorągiew Bratiana

Bratian – wieś w Polsce położona w województwie warmińsko-mazurskim, w powiecie nowomiejskim, w gminie Nowe Miasto Lubawskie, przy ujściu rzeki Wel do Drwęcy. W latach 1975–1998 miejscowość administracyjnie należała do województwa toruńskiego.
Nazwa wsi Bratian, według kronikarza Kacpra Hennebergera, wywodzi się od brata Jana z Sandomierza, który w nagrodę za służbę w wojskach krzyżackich otrzymał dobra bratiańskie; najstarsza udokumentowana wzmianka o miejscowości pochodzi z roku 1343. Na terenie wsi znajdują się ruiny średniowiecznego zamku krzyżackiego.
Miejscowość znajduje się na trasie czerwonego  Szlaku Grunwaldzkiego w województwie warmińsko-mazurskim.

## Kalendarium dziejów miejscowości
- 1343 (8 listopada) – spotkanie książąt mazowieckich Ziemowita II i Bolesława III z wielkim mistrzem Ludolfem Königem w sprawie wytyczenia granicy między Mazowszem a państwem zakonnym. Pierwsza wzmianka o Bratianie
- 1343-1359 – budowa zamku przez Krzyżaków szwajcarskiego pochodzenia[4] (budowniczym był Jakub von Reinach, rządcą Jakub von Heideck)
- 1351 – osiadł tu po złożeniu urzędu wielki mistrz krzyżacki Henryk Dusemer von Arfberg
- 1353 – w zamku bratiańskim umiera Henryk Dusemer von Arfberg
- 1359 – przeniesienie siedziby wójtów nowomiejskich (inni twierdzą, że w 1343)
- 1379 - 1447 mieścił się w Bratianie folwark zakonny
- 1392 (18 października) – zmarł Kunon von Liebenstein – komtur i wójt
- 1400 (około 1400) – wójt bratiański Filip von Kleeberg ufundował kaplicę w Łąkach
- 1410 (10-12 lipca) – wojska krzyżackie przeprawiły się na drugi brzeg Drwęcy przez 12 pontonowych mostów i powędrowały w stronę Lubawy
- 1410 (12 lipca) – w przeddzień bitwy pod Grunwaldem odbyła się tu ostatnia krzyżacka narada
- 1410 (15 lipca) – w bitwie pod Grunwaldem wzięła udział chorągiew (trzy rogi jelenie splecione w krąg na białym polu) zamku Bratian i Nowego Miasta pod dowództwem Johanna von Redere
- 1410 – po bitwie grunwaldzkiej zamek zajął Jan Kretkowski
- 1411 – na mocy I pokoju toruńskiego Bratian przyznano Krzyżakom
- 1454 – zajęcie zamku przez Polaków
- 1455 – oblężenie zamku bratiańskiego przez krzyżackich nowomieszczan
- 1466 – po II pokoju toruńskim Bratian przeszedł w ręce Polski
- 1466 (13 grudnia) – Zakon krzyżacki opuszcza Bratian
- 1472 – zamek – siedzibą starosty królewskiego (ród Wilkanowskich), na zamku powstała kaplica św. Katarzyny
- 1522 – Starostwo obejmuje Jan Wieczwiński (do 1534), w tym samym roku Mikołaj Kopernik dojechawszy do Bratiana dowiedział się o odwołaniu zjazdy stanów królewskich w Toruniu zawrócił do Olsztyna[5]
- 1535 – Bratian przejmuje ród Działyńskich (wykup od Jana Wieczwińskiego)
- 1564 – przebudowa zamku
- 1656 – Bratian wspólnie z Nowym Miastem zostaje przez Karola X Gustawa (króla szwedzkiego) nadane za wierność Szwedom – Bogusławowi Radziwiłłowi
- 1723 – dobra bratiańskie przejmuje ród Czapskich (Jan Ansgary Czapski przejął je od teścia Zamoyskiego)
- 1772 – po I rozbiorze starostwo oddane komisarzom pruskim
- 1785 – częściowe rozebranie zamku, na miejscu owalnej baszty w późniejszym czasie powstał młyn
- 1864 – oddanie do użytku szosy do Lubawy
- 1902 – do wsi dociera kolej żelazna, powstaje stacja kolejowa
- 1914 – zbudowano młyn wodny (na Welu)
- 1939-1945 – w Bratianie oddziały Selbstschutzu rozstrzelały 150 Polaków (w tym 2 kobiety)[6].
- 1991 (1 lipca) – erygowanie przez biskupa chełmińskiego Mariana Przykuckiego parafii w Bratianie
- 2004 (19 września) – konsekracja kościoła pw. Św. Brata Alberta Chmielowskiego
- w lipcu 2007 roku utworzono bractwo rycerskie Chorągwi Zamku Bratian.

## Historia
W pierwszej połowie listopada 1906 r. w miejscowej szkole elementarnej miał miejsce trwający około miesiąca strajk dzieci przeciwko nauczaniu religii w języku niemieckim. W strajku wzięły udział następujące dzieci: J. Orłowski, F. Peplińska, A. Tarnowska, A. Tkaczyk, J. Meller, W. Lietz, Jentkiewiczowie. Strajk był elementem znacznie większej akcji biernego oporu wobec pruskich władz szkolnych, która na przełomie 1906 i 1907 r. objęła ponad 460 (!) szkół w prowincji Prusy Zachodnie, czyli przedrozbiorowe Pomorze Gdańskie, Powiśle, ziemię chełmińską i ziemię lubawską oraz część Krajny. Inspiracją dla strajków pomorskich były wcześniejsze działania dzieci w prowincji wielkopolskiej, ze słynnym strajkiem we Wrześni (1901) na czele.
We wsi znajdował się przystanek kolejowy Bratian.

## Zabytki
- Ruiny zamku bratiańskiego z XIV wieku, z którym wiążą się dawne legendy
- Pozostałości dworku klasycystycznego z XVIII w., rozbudowanego w połowie XIX wieku
- Kuźnia i domy z XIX wieku
- Krzyż i pamiątkowa tablica na miejscu straceń (przy drodze do Lubawy)